# 里门站
里门站（：／ Imun yeok */?）曾为韩国铁路忘忧线上的一个车站，位于光云大學站和忘忧站之间，已于2004年废止。

## 历史
- 1966年11月11日：开始使用[1]。
- 2004年7月5日：停用本站。